# Diplotaxis siifolia
Diplotaxis siifolia là một loài thực vật có hoa trong họ Cải. Loài này được Kunze mô tả khoa học đầu tiên năm 1846.